# برایان اشمیتزر
برایان اشمیتزر (انگلیسی: Brian Schmetzer؛ زادهٔ ۱۸ اوت ۱۹۶۲) بازیکن فوتبال اهل ایالات متحده آمریکا است.